# 카콕톡 박물관
카콕톡 박물관(그린란드어: Kalaallit Nunaanni Katersugaasiviit)은 그린란드 카콕톡에 위치한 박물관이다. 박물관에는 전통 이누이트식 보트, 사냥 도구, 전통 의상 및 유물이 전시되어있다.

그린란드 박물관 협회의 회원으로, 박물관 관장은 단 울레루프이다.

## 전시
도르셋 문화, 툴레 문화, 바이킹 문화의 출토품이 전시되어있으며, 탐험가 크누트 라스무센과 비행사 찰스 린드버그가 머물렀던 숙소를 재현한 전시관도 마련되어있다.